# Le Joueur

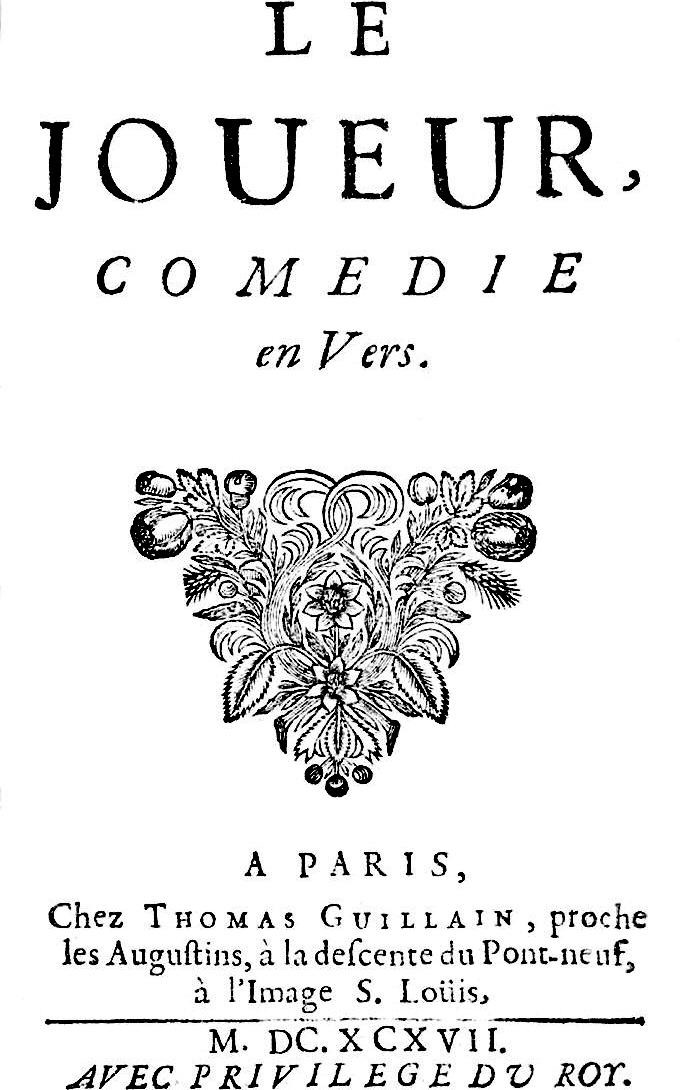
Portada de la primera edició

Le Joueur és una comèdia en cinc actes i en vers, de Jean-François Regnard, representada per primera vegada a París, el 19 de desembre de 1696.

## Argument
Angélique estima a l'empedreït 'jugador' Valère, però només acceptarà casar-s'hi si abandona el joc. Valère no pot controlar la seva passió; fins i tot es ven el retrat de la seva amant a un brocanter de segona mà. Així és que ella decideix casar-se amb Dorante, que no és altre que l'oncle de Valere.

## Personatges
- Valère, el 'jugador', amant d'Angélique
- Angélique, amant de Valère
- Géronte, pare de Valère
- La Comtessa, germana d'Angélique
- Dorante, oncle de Valère i amant d'Angélique
- El Marquès
- Nérine, serventa d'Angélique.
- Senyora La Ressource, venedora
- Hector, criat de Valère
- Senyor Toutabas, mestre de jaquet
- Senyor Galonnier, sastre
- Senyora Adam, guarnimentera
- Un lacai d'Angélique
- Tres lacais del Marquès